# ヨハネス・ガイス
ヨハネス・ガイス（Johannes Geis, 1993年8月13日 - ）は、ドイツ・シュヴァインフルト出身のサッカー選手。SpVggウンターハヒンク所属。ポジションはミッドフィールダー。

## 経歴

### クラブ
2004年から所属するTSVグロースバードルフのユースチームを経て、2008年にSpVggグロイター・フュルトのユースチームに入団した。2010年、トップチームに昇格。11月20日、SCパーダーボルン07戦でプロデビューを果たした。
2013年の夏、1.FSVマインツ05に4年契約で移籍し、8月11日、VfBシュトゥットガルト戦で移籍後初出場した。
2015年6月23日、FCシャルケ04へ2019年6月30日までの4年契約で完全移籍した。10月25日のボルシアMG戦で、アンドレ・ハーンとの接触プレーの際に相手の膝付近を踏んでレッドカードで一発退場となった。このプレーでハーンは大怪我を負い、ガイスには5試合の出場停止と1500ユーロの罰金が科された。
2019年1月13日、1.FCケルンとシーズン終了までの契約を結んだ。
2024年10月18日、SpVggウンターハヒンクに移籍した。

### 代表
ドイツ代表として各年代でプレーしている。

## タイトル
クラブ
SpVggグロイター・フュルト
- 2. ブンデスリーガ: 2011–12

1.FCケルン
- 2. ブンデスリーガ: 2018–19